# Sericocomopsis pallida
Sericocomopsis pallida är en amarantväxtart som först beskrevs av Spencer Le Marchant Moore, och fick sitt nu gällande namn av Schinz. Sericocomopsis pallida ingår i släktet Sericocomopsis och familjen amarantväxter. Inga underarter finns listade i Catalogue of Life.